# Donald Davidson
Donald Herbert Davidson (n. 6 martie 1917 - 30 august 2003) a fost un filosof american care a lucrat ca profesor de filosofie la Universitatea California din Berkeley între anii 1981 și 2003 după ce în prealabil, a ținut cursuri la Stanford University, Rockefeller University, Princeton University și University of Chicago. Davidson era cunoscut pentru personalitatea sa carismatică dar și pentru dificulteata și profunzimea ideilor sale. Lucrările sale a exercitat o influență considerabilă în multe arii ale filosofiei începând cu anii 1960, în special în filosofia minții, filosofia limbajului și teoria acțiunii.